# لد بلی
لد بلی (به انگلیسی: Lead Belly) ‏(۲۰ ژانویه ۱۸۸۸–۶ دسامبر ۱۹۴۹) موسیقی‌دان فولک آمریکایی بود که به خاطر آواز تمیز و قدرتمندش، شیوهٔ نوازندگی‌اش با گیتار دوازده سیم و گردآوری و تدوین آثار گذشتگان و خودش در زمینهٔ موسیقی فولک آمریکایی شناخته شده‌است. از او به‌عنوان یک شخصیت منحصربه‌فرد در موسیقی عامه‌پسند قرن بیستم آمریکا یاد می‌شود.
او به غیر از گیتار دوازده سیم به سازهایی مانند ماندولین، پیانو، آکاردئون، ویلون، سازدهنی و کنسرتینا هم تسلط داشت. لد بلی در بعضی از اجراهایش-مانند بازخوانی بالاد فولکِ «جان هاردی»، آکاردئون را به‌جای گیتار استفاده کرده‌است. او همچنین برخی اوقات به جای استفاده از ساز، با دست زدن یا کوبیدن پاهایش بر زمین آوازش را همراهی می‌کرد.
سروده‌های لدبلی از لحاظ محتوا بسیار متنوع هستند و شامل آهنگ‌های گاسپل با تم مذهبی، آهنگ‌های بلوز دربارهٔ زن‌ها، موضوع‌هایی مانند مشروب و نژادپرستی و ترانه‌های فولک راجع به کابوی‌ها، زندان، کار، دریانوردها، گله‌داری و رقص می‌شوند. او در برخی آثارش به افراد و جریان‌های خبرساز هم‌دوره‌اش مانند فرانکلین روزولت، آدولف هیتلر، جین هارلو، اسکاتس‌بورو بویز و هوارد هیوز پرداخته‌است.